# DMA's
I DMA's sono un gruppo musicale australiano di genere indie rock. Diventati noti grazie al singolo del 2014 Delete, nel corso della loro carriera hanno pubblicato 6 album.

## Storia del gruppo
O'Dell, Mason e Took avevano iniziato a suonare insieme alcuni anni prima rispetto alla formazione ufficiale del gruppo, che avviene nel 2014 sotto l'etichetta discografica I Oh You. Nel febbraio 2014 pubblicano il singolo di debutto Delete, che riesce a piazzarsi nella classifica australiana ed a venire certificato due volte platino. Nel mese successivo pubblicano un EP eponimo. Nel 2016 pubblicano l'album di debutto Hills End, che raggiunge la posizione 8 nella classifica australiana e viene certificato platino nel mercato britannico. Il primo singolo Lay Down viene certificato oro in Australia. Nei mesi successivi intraprendono il loro primo tour sul suolo nazionale.
Nel 2016 eseguono un'altra serie di concerti sul suolo nazionale e il brano Play It Out viene inserito nella colonna sonora del videogioco FIFA 17. Nel 2017 pubblicano una cover di Believe di Cher, con la quale ottengono la certificazione doppio platino in Australia. Nel 2018 pubblicano l'album For Now, che raggiunge la settima posizione nella classifica australiana e la tredicesima in quella britannica. Seguono un tour australiano da headliner e uno britannico come artisti d'apertura per Liam Gallagher. Nel 2019 pubblicano il loro primo album dal vivo, MTV Unplugged: Live.
Nel 2020 pubblicano l'album The Glow, che raggiunge la seconda posizione nella classifica australiana e la quarta in quella britannica.  L'album frutta la vittoria di tre premi ai 2021 AIR Awards. Nei mesi successivi riprendono l'attività concertistica, esibendosi anche durante la finale del campionato di football australiano. Nel marzo 2021 pubblicano l'album da vivo Live in Brixton, a cui fa seguito l'EP I Love You Unconditionally, Sure Am Going to Miss You nell'agosto successivo. Nel marzo 2023 pubblicano l'album in studio How Many Dreams, che raggiunge rispettivamente le posizioni 2 e 3 nelle classifica di Australia e Regno Unito.

## Stile e influenze musicali
Lo stile del gruppo ha spesso generato paragoni con altre band come Oasis e The Stone Roses. I componenti del gruppo hanno citato entrambe le band come fonti d'ispirazione, nominando in tal senso anche Bruce Springsteen, Bob Dylan, Sonic Youth, New Order, The Music e Dinosaur Jr.

## Formazione

### Attuali
- Tommy O'Dell – Voce (2014-in attività)
- Matthew Mason – Chitarra, cori (2014-in attività)
- Johnny Took – Chitarra acustica (2014-in attività)

### Turnisti
- Joel Flyger – Chitarra ritmica (2014-in attività)
- Jonathan Skourletos – Basso (2014-in attività)
- Liam Hoskins – Batteria (2014-in attività)

## Discografia

### Album

#### Album in studio
- 2016 – Hills End
- 2018 – For Now
- 2020 – The Glow
- 2023 – How Many Dreams?

#### Album live
- 2019 – MTV Unplugged: Live
- 2021 – Live in Brixton

### EP
- 2014 – DMA'S
- 2021 – I Love You Unconditionally, Sure Am Going to Miss You

### Singoli
- 2014 – Delete
- 2014 – Feels Like 37
- 2014 – So We Know
- 2014 – Laced
- 2015 –Your Low
- 2015 – Lay Down
- 2016 – Hills End
- 2016 – Too Soon
- 2016 – In the Moment
- 2016 – Timeless
- 2016 – Step Up the Morphine
- 2017 – Believe (Triple J Like a Version)
- 2017 – Dawning
- 2018 – In the Air
- 2018 – For Now
- 2018 – Break Me
- 2018 – Do I Need You Now
- 2018 – The End
- 2018 – Time & Money
- 2019 – Silver
- 2020 – Life Is a Game of Changing
- 2020 – The Glow
- 2020 – Learning Alive
- 2020 – Criminals
- 2020 – Round & Around
- 2020 – Cobracaine
- 2021 – Lay Down (Live from O2 Academy Brixton)
- 2021 – We Are Midnight
- 2021 – Junk Truck Head Fuck (solista o con May-a)
- 2022 – I Don't Need to Hide
- 2022 – Everybody's Saying Thursday's the Weekend
- 2022 – Olympia
- 2023 – Fading Like a Picture
- 2023 – Something We Are Overcoming